# Vieille-Toulouse
Vieille-Toulouse település Franciaországban, Haute-Garonne megyében. Lakosainak száma 1224 fő (2022. január 1.). Vieille-Toulouse Pechbusque, Portet-sur-Garonne, Toulouse és Vigoulet-Auzil községekkel határos.

## Népesség
A település népessége az elmúlt években az alábbi módon változott:
| Lakosok száma | 255  | 727  | 867  | 1042 | 1147 | 1151 | 1169 | 1168 | 1211 | 1224 |
|               | 1968 | 1982 | 1990 | 2006 | 2013 | 2015 | 2017 | 2019 | 2020 | 2022 |